# 结果和缘由
结果和缘由是2016年的第一人称射击游戏《泰坦降臨2》的第五关。在这一关卡中，游戏的高级设计师杰克·基廷（Jake Keating）创造了独特的游戏机制，它允许玩家在这一地图破旧的当下与正常运行的过去某特定时间之间来回切换，部分实现了时间旅行的机制。杰克·基廷在观看了歷史頻道纪录剧集《人類消失後的世界》（Life After People）后受到启发，并最初打算在第一部《泰坦天降》中使用这个概念，但受到时间限制并未实现。
在这一关卡中，呈现了两个不同的时间段的同一张地图。这两个不同时间下的场景需要被完美对齐，因为任何错位都会导致机制无法正常运行。这是游戏中最费时费力的关卡，经过数次改版。制作者们希望这一关卡能快速上手，同时又尽量避免对玩家进行过多引导但又不使玩家感到迷惑。环境艺术总监托德·苏（Todd Sue）赞扬了基廷的游戏设计技巧，尽管他认为基廷最初提出的设计在艺术上一团糟，不过最终还是以此为基础设计出了这一关卡。
该关卡得到了评论家的高度评价，被称为为关卡设计的典范，无论是在第一人称射击中还是在其他类型的游戏中。 Eurogamer讨论了它如何挑战其射击游戏的类型，并将其游戏玩法和故事讲述分别与《超級瑪利歐3D世界》和《三十航班之恋》进行了比较，而Game Informer同时称赞它使用经典游戏玩法来传达新事物。

## 概况
“结果和缘由”是电子游戏《泰坦陨落2》中的一个关卡。游戏的主角杰克·库珀（Jack Cooper）和泰坦BT-7274来到一个废弃的IMC研究设施——ARES分部，计划与边境反抗军铁驭伊莱·安德森少校再次会面。杰克离开BT去设施中寻找安德森，当他搜索这个设施时经历了时间异常，被转移到了曾经这个设施正常运行的时候，并意外地导致IMC在一个实验性武器准备好之前就进行了武器测试，导致此设施被摧毁。在关卡中杰克发现了安德森的尸体，它被卡在了天花板上。杰克从安德森的身体里取出一个手持设备，该设备使他能够在当下和过去某个特定时间之间自由传送，以帮助其完成任务。通过探索设施和阅读安德森的记忆记录，杰克发现他所经历的时间跳跃是“折叠时空武器”所造成的，这是一种末日武器的原型，它利用时间扭曲来摧毁星球，并最终将用于攻击反抗军。杰克从两个不同时间的设施中逃离出来，与BT重逢。随后他们来到折叠时空武器测试之前，试图扫描该武器的核心，为反抗军取得情报。在IMC进行武器测试时发生了意外，当折叠时空武器引爆时BT和保卫武器的IMC士兵被冻结在时间中，杰克由于装备了时间旅行装置可以自由移动并最终成功扫描了核心。扫描完成后杰克失去了知觉，并在现在的BT身边醒来，最后杰克和BT一同把他们的发现带给边境反抗军的其他成员。

## 概念与创作
“结果和缘由”这一关卡由《泰坦降临2》高级设计师杰克·基廷（Jake Keating）创作。在与动视发生争执并离开Infinity Ward后，基廷加入了重生娱乐，在这里他产生了有关时间旅行的机制与关卡的想法。这时，基廷有了更多的创作自由，他开始专注于科幻小说的创意。他受到歷史頻道纪录剧集《人類消失後的世界》的启发，这一剧集描绘了如果人类突然消失后的世界会是什么样子，与现在相比有什么变化。他被这种对比所吸引，并提出了玩家在时空事故后进入设施，使用时间旅行设备拯救科学家的想法。这一设想原本打算用于系列的首作《泰坦天降》，但时间不足导致他们无法完成单人战役。当开始开发《泰坦降临2》时，基廷使用前作的多人地图来创建关卡的模型，并最终创建了时间跳跃机制。这一关是游戏中最费时费力的关卡，因此基廷不得不加倍努力地说服他的同事相信它的潜力。
这个关卡在开发过程中经历了两次重大修订。在设计地图时，基廷和其他工作人员需要将过去和现在两个不同时间下的区域叠加在一起，这个是一个困难的过程，游戏测试中出现了玩家被扭曲出界的情况。当玩家使用时间旅行机制时，基廷必须确保地图完全垂直对齐，以便它们出现在两张地图之上的完全相同的位置。该关卡经过了焦点测试，而测试人员多年来对这个关卡过于困惑，基廷感到压力很大。他的焦虑让他想要“抓住”玩家，尽管他拒绝这样做。在最初的游戏设计中，玩家打算独自前往关卡所在地点，BT为救杰克而牺牲了自己的生命，但随着故事开始进一步发展原本的设计被取消了。
这一关卡在开发过程中，很长一段时间内都保持着“不断变化”的状态。基廷认为，尽管这样可能比音频和美术设计师预想的需要更多时间，但这可以使得基廷能够对关卡进行全面和细微的改变，而不必突然告诉其他团队成员他们所有的艺术或声音工作被破坏了而不得不放弃。他举了这样一个例子：关卡设计师给了美术设计师“难以理解的”关卡几何图形，并赞扬了美术设计师的工作。环境艺术总监托德·苏觉得基廷给出的概念是“对艺术的暴行”，并指出基廷以这种事情而闻名，不过他总体上称赞了基廷的游戏设计工作。在关卡的早期版本中，当玩家处于另一个时间段时，原本时间段里的敌人会继续移动。但为了使得关卡更有趣，这一设定后来被修改了。

## 评价
Gamasutra的作者Bryant Francis称其为《泰坦降临2》优势的“有趣样本”。他们建议设计师在制作自己的关卡时可以从这个关卡学到很多东西。Mic作家Alex Perry发现它以普通的第一人称射击游戏通常不会的方式令人震惊。Push Square的作者Liam Croft认为它是同代第一人称射击游戏中最好的关卡之一。RPG Site的作者Josh Torres称赞该关卡是“在结构层面和游戏层面上令人印象深刻的技术壮举”。PCGamesN撰稿人Matt Purslow认为，“结果和缘由”体现了Respawn“对其游戏独特之处的理解”。2016年12月15日，GamesRadar+的作者Leon Hurley将该关卡推荐为玩家应该在年底前体验的关卡。他们讨论了当玩家意识到该关卡的钩子有多广泛时，该关卡将如何让玩家“难以置信”。他们认为这是有史以来最好的电子游戏关卡之一，《每日电讯报》工作人员也有同感。Vice的作者Patrick Klepek和Sayem Ahmed都认为这是《泰坦降临2》的一大亮点，前者希望自己有更多时间来利用时间旅行机制。GameSpot的作家Robert Handlery称其为游戏中最令人难忘的部分。
Game Informer的作者Brian Shea认为这是电子游戏中设计最好的关卡之一。 Game Informer的研究员Javy Gwaltney谈到了“结果和缘由”如何展示一种“微妙的野心”；与其他可能关注世界大小或任务数量的游戏不同，Gwaltney认为设计师使用了经典的游戏设计来制作“大胆而令人兴奋”的东西。PC Gamer杂志的Tom Senior称其为2016年最佳关卡之一，称其创意“出色”且“执行得无懈可击”。同为PC Gamer作者的Chris Thurston称其为“杰出”关卡，称其即使在第一人称射击游戏系列《半条命》中也不会“格格不入”。USgamer的Doc Burford对“结果和缘由”是《泰坦降临2》中最佳关卡的说法提出异议，并将这一称号授予了The Beacon。他们称赞“结果和缘由”是一个伟大且“聪明”的关卡，尽管他们认为“结果和缘由”是“大脑”，而The Beacon则侧重于“心”。Eurogamer作家克里Christian Donlan表示它会被“大量引用”多年，并讨论了它的游戏玩法如何挑战其射击游戏的类型；虽然它是一款射击游戏，但Donlan认为它与平台游戏《超级马里奥3D世界》和电影故事游戏《三十航班之恋》有相似之处。